# ヴァルミエラ
ヴァルミエラ（ラトビア語: Valmiera, ドイツ語: Wolmar, ポーランド語: Wolmar, エストニア語: Volmari, ロシア語: Вольмар, Ва́лмиера, サモギティア語: Valmėira）は、ラトビアのヴィドゼメ地方にある、同地方最大の町。人口は2002年で27,323人、2020年では24,879人で、面積は18.1 km2。
首都リガから北東に100km、エストニアとの国境から南に50kmのところにあり、いくつもの幹線道路が交わる交通の要衝になっている。市街はガウヤ川（ドイツ語: die Livländische Aa, エストニア語: Koiva jõgi, ロシア語: Га́уя, Лифляндская Аа）の両岸に築かれている。

## 歴史
この一帯はラトビアで最も古い地域のひとつで、9000年前の住居跡が発掘されている。街の名が最初に文献に登場するのは1323年のことで、「ヴォルデマールの都市 Stadt Woldemars」と見えるが、実際にはリヴォニア騎士団の頭だったヴィルケン・フォン・エンドルプ（低地ドイツ語: Wilken von Endorp, Wilhelm von Nindorf, Willeken von Schurborg, Villikn de Endorp）がガウヤ川岸に城（ヴォルマール城, ドイツ語: Schloß Wolmar, ラテン語: Castrum de Woldemer, Woldemaria, ラトビア語: Valmieras (viduslaiku) pils）とカトリック教会を築いた40年ほど前には街ができあがっていた。14世紀には16世紀にはハンザ同盟に加入し、商業と社会運動が活発に行われた。
大北方戦争中の1702年には焼き討ちに遭い、焦土と化した。
東西冷戦では街の17km南にリエパス空軍基地が置かれた。

## 現代のヴァルミエラ
今日、この街はヴィドゼメ地方の文化と行政の中心地になっている。1919年に開場したヴィドゼメで唯一の商業劇場「ヴァルミエラ劇場 Valmieras teātris」があるほか、大学も置かれている。
ヴァルミエラ市はヴィドゼメ地方の生活の質を改善させるため、北部のごみ管理システムの構築などさまざまなプロジェクトに取り組んでいる。上下水道の開発にも取り組んでいるが、これは経済システムの近代化によって実現しかけている。他にも決済システムの改善や熱電発電所の建設、オリンピックセンター用のスポーツ施設の建設などが計画されている。
街は産業の中心地でもあり、その中でも牛乳、肉、穀物などの食品産業、グラス製造、金属細工、木材加工、家具の製造などが盛んである。

## 姉妹都市
- ソルナ（スウェーデン、1991年）
- マルリー（フランス、1992年）
- ヴィリャンディ（エストニア、1992年）
- ハレ (ヴェストファーレン)（ドイツ・ノルトライン＝ヴェストファーレン州、1994年）
- ホイェ＝タストルップ（デンマーク、1995年）
- プスコフ（ロシア、2001年）
- ズドゥニスカ・ヴォラ（ポーランド、2002年）